# ATP World Tour Finals 2014 - Singolare
Il singolare dell'ATP World Tour Finals 2014 è un torneo di tennis facente parte dell'ATP World Tour 2014.
Nella finale si sarebbero dovuti affrontare Novak Đoković e Roger Federer ma lo svizzero si è ritirato prima dell'incontro.

## Teste di serie
1. Novak Đoković (campione)
2. Roger Federer (finale, ritirato)
3. Stan Wawrinka (semifinale)
4. Kei Nishikori (semifinale)
5. Andy Murray (round robin)

1. Tomáš Berdych (round robin)
2. Milos Raonic (round robin, ritirato per infortunio dopo la seconda partita)
3. Marin Čilić (round robin)
4. David Ferrer (round robin, rimpiazza Raonic)

## Tabellone

### Legenda
| - Q = Qualificato - WC = Wild card - LL = Lucky loser | - ALT = Alternate - SE = Special Exempt - PR = Protected Ranking | - w/o = Walkover - r = Ritirato - d = Squalificato |

### Fase Finale
|  | Semifinali | Semifinali    | Semifinali | Semifinali | Semifinali |  |  | Finale | Finale        | Finale        | Finale        | Finale |  |
|  |            |               |            |            |            |  |  |        |               |               |               |        |  |
|  | 1          | Novak Đoković | 6          | 3          | 6          |  |  |        |               |               |               |        |  |
|  | 4          | Kei Nishikori | 1          | 6          | 0          |  |  | 1      | Novak Đoković | Novak Đoković | Novak Đoković | w/o    |  |
|  | 2          | Roger Federer | 4          | 7          | 7          |  |  | 2      | Roger Federer | Roger Federer | Roger Federer |        |  |
|  | 3          | Stan Wawrinka | 6          | 5          | 6          |  |  |        |               |               |               |        |  |

### Gruppo A
|   |               | Đoković  | Wawrinka      | Berdych  | Čilić         | RR V-P | Set V-P     | Game V-P      | Classifica |
| 1 | Novak Đoković |          | 6-3, 6-0      | 6-2, 6-2 | 6-1, 6-1      | 3-0    | 6-0 (100%)  | 36-9 (80%)    | 1          |
| 3 | Stan Wawrinka | 3-6, 0-6 |               | 6-1, 6-1 | 6–3, 4-6, 6-3 | 2-1    | 4-3 (57,1%) | 31-26 (54,4%) | 2          |
| 6 | Tomáš Berdych | 2-6, 2-6 | 1-6, 1-6      |          | 6-3, 6-1      | 1-2    | 2-4 (33,3%) | 18-28 (39,1%) | 3          |
| 8 | Marin Čilić   | 1-6, 1-6 | 3-6, 6-4, 3-6 | 3-6, 1-6 |               | 0-3    | 1-6 (14,3%) | 18-40 (31%)   | 4          |

La classifica viene stilata in base ai seguenti criteri: 1) Numero di vittorie; 2) Numero di partite giocate; 3) Scontri diretti (in caso di due giocatori pari merito); 4) Percentuale di set vinti o di games vinti (in caso di tre giocatori pari merito); 5) Decisione della commissione.

### Gruppo B
|     |                           | Federer                  | Nishikori                  | Murray                | Raonic Ferrer              | RR V-P  | Set V-P              | Game V-P                    | Classifica |
| 2   | Roger Federer             |                          | 6-3, 6-2                   | 6-0, 6-1              | 6-1, 7-6(0) (con Raonic)   | 3-0     | 6-0 (100%)           | 37-13 (74%)                 | 1          |
| 4   | Kei Nishikori             | 3-6, 2-6                 |                            | 6-4, 6-4              | 4-6, 6-4, 6-1 (con Ferrer) | 2-1     | 4-3 (57,1%)          | 33-31 (51,6%)               | 2          |
| 5   | Andy Murray               | 0-6, 1-6                 | 4-6, 4-6                   |                       | 6-3, 7-5 (con Raonic)      | 1-2     | 2-4 (33,3%)          | 22-32 (40,7%)               | 3          |
| 7 9 | Milos Raonic David Ferrer | 1-6, 6(0)-7 (con Raonic) | 6-4, 4-6, 1-6 (con Ferrer) | 3-6, 5-7 (con Raonic) |                            | 0–2 0–1 | 0–4 (0%) 1–2 (33.3%) | 15–26 (36.6%) 11–16 (40.7%) | X 4        |

La classifica viene stilata in base ai seguenti criteri: 1) Numero di vittorie; 2) Numero di partite giocate; 3) Scontri diretti (in caso di due giocatori pari merito); 4) Percentuale di set vinti o di games vinti (in caso di tre giocatori pari merito); 5) Decisione della commissione.